# Ryan Broekhoff
Ryan Broekhoff, né le 23 août 1990, à Frankston, en Australie, est un joueur australien de basket-ball. Il évolue aux postes d'arrière et d'ailier.

## Biographie
En février 2020, Broekhoff est licencié par les Mavericks de Dallas. Le 26 juin 2020, il s'engage avec les 76ers de Philadelphie.
Il est licencié par les 76ers le 14 décembre 2020.

## Palmarès
- Champion d'Océanie 2013
- Finaliste de l'Universiade d'été de 2013